# Cadel Evans Great Ocean Road Race 2025
Das Cadel Evans Great Ocean Road Race 2025 war die 9. Austragung des australischen Eintagesrennens. Das Rennen fand am 2. Februar 2025 statt und ist Teil der UCI WorldTour 2025. Das Frauenrennen fand tags zuvor am 1. Februar statt.
Den Sieg sicherte sich der Schweizer Mauro Schmid (Team Jayco AlUla) der sich in der letzten Runde in der Abfahrt der Challambra Crescent rund acht Kilometer absetzte und das Ziel als Solist erreichte. Mit einem Rückstand von drei Sekunden setzte sich Aaron Gate (XDS Astana Team) im Sprint um Platz zwei vor dem Vorjahressieger Laurence Pithie (Red Bull-Bora-hansgrohe) durch.

## Teilnehmende Mannschaften und Fahrer
Zwölf der 18 UCI WorldTeams sowie ein UCI ProTeam und eine australische Auswahl gingen bei dem Rennen an den Start. Für jede Mannschaft waren sieben Fahrer startberechtigt, wobei das Movistar Team, XDS Astana Team, EF Education-EasyPost und Team Jayco AlUla nur sechs Fahrer aufstellten. 70 der 94 Starter erreichten das Ziel.
Mit dem Vorjahressieger Laurence Pithie (Red Bull-Bora-hansgrohe) nahm nur ein ehemaliger Sieger bei der  9. Austragung teil.
Als Favoriten galten in erster Linie die endschnellen Klassiker-Spezialisten wie Laurence Pithie, Finn Fisher-Black (beide Red Bull-Bora-hansgrohe), Mauro Schmid (Team Jayco AlUla), Alberto Bettiol, Sergio Higuita (beide XDS Astana Team), Tim Torn Teutenberg, Albert Philipsen, Andrea Bagioli (alle Lidl-Trek), Corbin Strong, Stephen Williams, Michael Woods (alle Israel-Premier Tech), Natnael Tesfatsion (Movistar Team), Samuel Watson, Magnus Sheffield (beide Ineos Grenadiers) und Lewis Askey (Groupama-FDJ).
Weiters standen auch die Sprinter Sam Welsford (Red Bull-Bora-hansgrohe), Bryan Coquard (Cofidis) und Tobias Lund Andresen (Team Picnic PostNL) am Start.
| UCI WorldTeams | UCI WorldTeams                  | UCI WorldTeams | UCI WorldTeams          | UCI WorldTeams | UCI WorldTeams          | UCI ProTeams | UCI ProTeams        | Nationalteams | Nationalteams |
| -------------- | ------------------------------- | -------------- | ----------------------- | -------------- | ----------------------- | ------------ | ------------------- | ------------- | ------------- |
| ADC            | Alpecin-Deceuninck              | IGD            | Ineos Grenadiers        | DFP            | Team Picnic PostNL      | IPT          | Israel-Premier Tech | AUS           | Australien    |
| ARK            | Arkéa-B&B Hotels                | GFC            | Intermarché-Wanty       | TVL            | Team Visma-Lease a Bike |              |                     |               |               |
| TBV            | Bahrain Victorious              | LTK            | Lidl-Trek               | UAD            | UAE Team Emirates-XRG   |              |                     |               |               |
| COF            | Cofidis                         | MOV            | Movistar Team           | XAT            | XDS Astana Team         |              |                     |               |               |
| DAT            | Decathlon AG2R La Mondiale Team | RBH            | Red Bull-Bora-hansgrohe |                |                         |              |                     |               |               |
| EFE            | EF Education-EasyPost           | SOQ            | Soudal Quick-Step       |                |                         |              |                     |               |               |
| GFC            | Groupama-FDJ                    | JAY            | Team Jayco AlUla        |                |                         |              |                     |               |               |

## Streckenführung
Die Streckenführung des 187,4 Kilometer Rennens hatte sich im Vergleich zum Vorjahr nur geringfügig verändert, wobei die erste größere Schleife nun im Uhrzeigersinn gefahren wurde. Im Finale musste ein leicht veränderter 20,9 Kilometer langer Rundkurs im Start- und Zielort Geelong dreieinhalb Mal absolviert werden.
Nach dem Start an der Geelong Waterfront führte das Rennen ins östliche Curlewis, ehe es über Ocean Grove und Barwon Heads ins südliche Torquay ging. Nach zwei kleineren Anstiegen am südlichsten Punkt der Streckenführung in Bells Beach, ging es vorbei an Bellbrae nach Moriac. Die höchste Erhebung mit rund 200 Metern Seehöhe wurde zur Hälfte der Renndistanz auf der Hendy Main Road bei Mount Moriac erreicht, ehe die hüglige Barrabool Road zurück nach Geelong führte. Bei Kilometer 113,5 erreichten die Fahrer den finalen Rundkurs, der nun dreieinhalb Mal absolviert werden musste.
Nach der ersten Zieldurchfahrt folgten drei Runden zu je 20,9 Kilometern. Neu im Parcours war die Umrundung des Eastern Park, ehe die Fahrer über die Yarra Street und Moorabool Street zum Barwon Rivergelangten. Nach dessen Überquerung ging es zum Einstieg in die Challambra Crescent, die im Schnitt eine Steigung von rund 7,5 % aufwies und im oberen Teil maximale Steigungsprozente von über 11 % beinhaltete. Am Ende der 1,3 Kilometer langen Steigung wurde wie in den vergangenen Jahren beim Montpellier Park eine Bergwertung abgenommen. Nach der Kuppe führten die letzten 9 Kilometer größtenteils bergab und flach zum Ziel. Über die Queens Bridge überquerten die Fahrer den Barwon River erneut und gelangten zur Melville Avenue, wo eine kurze Rampe mit Steigungsprozenten von bis zu 20 % befahren werden musste. Die letzten Kilometer führten über die Minerva Road und Church Street zur Küste, wo sich der Zielstrich bei der Geelong Waterfront befand.
|                     | km    | Höhe  | Länge (km) | Ø Steigung |
| ------------------- | ----- | ----- | ---------- | ---------- |
| Challambra Crescent | 115,7 | 121 m | 1,3        | 7,9 %      |
| Zieldurchfahrt      | 124,7 |       |            |            |
| Challambra Crescent | 136,6 | 121 m | 1,3        | 7,9 %      |
| Zieldurchfahrt      | 145,6 |       |            |            |
| Challambra Crescent | 157,5 | 121 m | 1,3        | 7,9 %      |
| Zieldurchfahrt      | 166,5 |       |            |            |
| Challambra Crescent | 178,4 | 121 m | 1,3        | 7,9 %      |
| Zieldurchfahrt      | 187,4 |       |            |            |

## Rennverlauf und Ergebnis
Bei Temperaturen von rund 35 Grad ging das Fahrerfeld in Geelong an den Start. Nachdem das Rennen freigegeben wurde, setzte sich mit dem jungen Italiener Andrea Raccagni Noviero (Soudal Quick-Step) nur ein Fahrer vom Peloton ab. Der 21-jährige absolvierte die ersten 110 Kilometer als Solist, wobei er zwischenzeitlich einen maximalen Vorsprung von rund acht Minuten herausfahren konnte. Auf dem abschließenden Rundkurs führte Andrea Raccagni Noviero über die erste Auffahrt der Challambra Crescent, ehe er 70 Kilometer vor dem Ziel eingeholt wurde.
Nach den ersten Angriffen setzten sich Pieter Serry (Soudal Quick-Step) und Oliver Bleddyn (Australien) vom Hauptfeld ab. Ersterer führte im Anschluss über die Challambra Crescent, ehe die beiden kurz darauf eingeholt wurden. Mit Sam Welsford (Red Bull-Bora-hansgrohe) war unterdessen einer der sprintstärksten Fahrer abgehängt worden. Rund 46 Kilometer vor dem Ziel lösten sich Chris Harper (Jayco AlUla), Connor Swift (Ineos Grenadiers), Max Walker (EF Education-EasyPost) und Rudy Porter (Australien) vom reduzierten Hauptfeld ab. Das Quartett zerfiel jedoch in der dritten Auffahrt der Challambra Crescent, wobei sich Chris Harper als einziger Fahrer an der Spitze des Rennens behaupten konnte. Der Australier ging im Anschluss mit einem Vorsprung von 30 Sekunden in die letzte Runde.
In der letzten Auffahrt der Challambra Crescent wurde Chris Harper rund zehn Kilometer vor dem Ziel gestellt, ehe die Ineos Grenadiers das Tempo forcierten. Nach Tempoverschärfungen durch Magnus Sheffield (Ineos Grenadiers), Michael Woods (Israel-Premier Tech) und Javier Romo (Movistar) zerfiel das Peloton. Rund zehn Fahrer schafften dabei den Sprung in die erste Gruppe. In der anschließenden Abfahrt konnte sich der Schweizer Mauro Schmid (Jayco AlUla) von der Spitzengruppe lösen, ehe er die letzten acht Kilometer als Solist absolvierte und mit einem Vorsprung von drei Sekunden gewann. Dahinter kam es zum Sprint der ersten Verfolgergruppe, in dem sich Aaron Gate (XDS Astana) vor dem Vorjahressieger Laurence Pithie (Red Bull-Bora-hansgrohe) durchsetzte.
| Ergebnis \| Platz \| Fahrer \| Nation \| Team \| Zeit \| \| ----- \| ----------------- \| ------ \| ----------------------- \| ---------------------- \| \| 01. \| Mauro Schmid \| SUI \| Team Jayco AlUla \| 4:26:07 h (41,44 km/h) \| \| 02. \| Aaron Gate \| NZL \| XDS Astana Team \| + 0:03 min \| \| 03. \| Laurence Pithie \| NZL \| Red Bull-Bora-hansgrohe \| " \| \| 04. \| Javier Romo \| ESP \| Movistar Team \| " \| \| 05. \| Andrea Bagioli \| ITA \| Lidl-Trek \| " \| \| 06. \| Corbin Strong \| NZL \| Israel-Premier Tech \| " \| \| 07. \| Magnus Sheffield \| USA \| Ineos Grenadiers \| " \| \| 08. \| Rémy Rochas \| FRA \| Groupama-FDJ \| " \| \| 09. \| Oscar Onley \| GBR \| Team Picnic PostNL \| " \| \| 10. \| Finn Fisher-Black \| NZL \| Red Bull-Bora-hansgrohe \| " \| |                   |        |                         |                        |
| Platz | Fahrer            | Nation | Team                    | Zeit                   |
| 01. | Mauro Schmid      | SUI    | Team Jayco AlUla        | 4:26:07 h (41,44 km/h) |
| 02. | Aaron Gate        | NZL    | XDS Astana Team         | + 0:03 min             |
| 03. | Laurence Pithie   | NZL    | Red Bull-Bora-hansgrohe | "                      |
| 04. | Javier Romo       | ESP    | Movistar Team           | "                      |
| 05. | Andrea Bagioli    | ITA    | Lidl-Trek               | "                      |
| 06. | Corbin Strong     | NZL    | Israel-Premier Tech     | "                      |
| 07. | Magnus Sheffield  | USA    | Ineos Grenadiers        | "                      |
| 08. | Rémy Rochas       | FRA    | Groupama-FDJ            | "                      |
| 09. | Oscar Onley       | GBR    | Team Picnic PostNL      | "                      |
| 10. | Finn Fisher-Black | NZL    | Red Bull-Bora-hansgrohe | "                      |

## Vergabe der UCI-Punkte
Das Cadel Evans Great Ocean Road Race 2025 ist Teil der UCI WorldTour 2025. Nach dem Rennen wurden UCI-Punkte vergeben, die sich auf die Platzierung der Fahrer und Mannschaften im UCI Ranking auswirkten. Die Punktevergabe erfolgte nach folgendem Schlüssel:
| Platzierung  | 1.  | 2.  | 3.  | 4.  | 5.  | 6.  | 7. | 8. | 9. | 10. | Anmerkung                              |
| ------------ | --- | --- | --- | --- | --- | --- | -- | -- | -- | --- | -------------------------------------- |
| Tageswertung | 300 | 250 | 215 | 175 | 120 | 115 | 95 | 75 | 60 | 50  | gestaffelt bis zum 60. Platz (1 Punkt) |